# Бурага, Светлана Владимировна
Светлана Владимировна Бурага (в замужестве — Беспрозванная) (бел. Святлана Уладзіміраўна Бурага (Беспразваная), 4 сентября 1965, Минск, Белорусская ССР, СССР) — советская и белорусская легкоатлетка, выступавшая в семиборье, а также в отдельных дисциплинах. Бронзовый призёр чемпионата мира 1993 года. Участвовала в летних Олимпийских играх 1988 года.

## Биография
Светлана Бурага родилась 4 сентября 1965 года в Минске.
Выступала в легкоатлетических соревнованиях за минский «Спартак».
В 1987 году участвовала в чемпионате мира в Риме, где с 5982 очками заняла 14-е место. В том же сезоне выиграла Кубок Европы по легкоатлетическим многоборьям, проходивший в Арле.
В 1988 году вошла в состав сборной СССР на летних Олимпийских играх в Сеуле. Набрав 6232 очка, финишировала на 10-й позиции в семиборье и уступила 1059 очков победительнице — Джекки Джойнер-Керси из США.
В 1993 году стала бронзовым призёром чемпионата мира в Штутгарте. Бурага набрала 6635 очка, установив новый рекорд Белоруссии, и уступила Джойнер-Керси (6837) и Сабине Браун из Германии (6797).
В 1995 году заняла 4-е место в пятиборье на чемпионате мира по лёгкой атлетике в помещении, проходившем в Барселоне, набрав 4466 балла.
Завершила спортивную карьеру в 1997 году.

## Личные рекорды
- Семиборье - 6635 (17 августа 1993, Штутгарт)[4]
- Пятиборье - 4666 (15 февраля 1987, Липецк)[4]